# 烏克蘭駐日本大使館
烏克蘭駐日本大使館（烏克蘭語：Посольство України в Японії），是烏克蘭在日本首都東京所設置的大使館，也被稱為「烏克蘭駐東京大使館」。
1991年8月24日，烏克蘭脫離蘇聯而獨立。1991年12月28日，日本承認烏克蘭為主權國家。1992年1月26日兩國建立外交關係，1994年9月開設大使館。。

## 爭議
2024年9月3日，烏克蘭駐日大使館在X上發佈帖文，稱烏克蘭駐日大使克爾松斯基參拜靖國神社並稱「瞻仰為國捐軀的烈士」，引發中國大陸民間的不滿，之後烏克蘭駐日大使館刪除了在X發佈的相關帖文。

## 圖片集

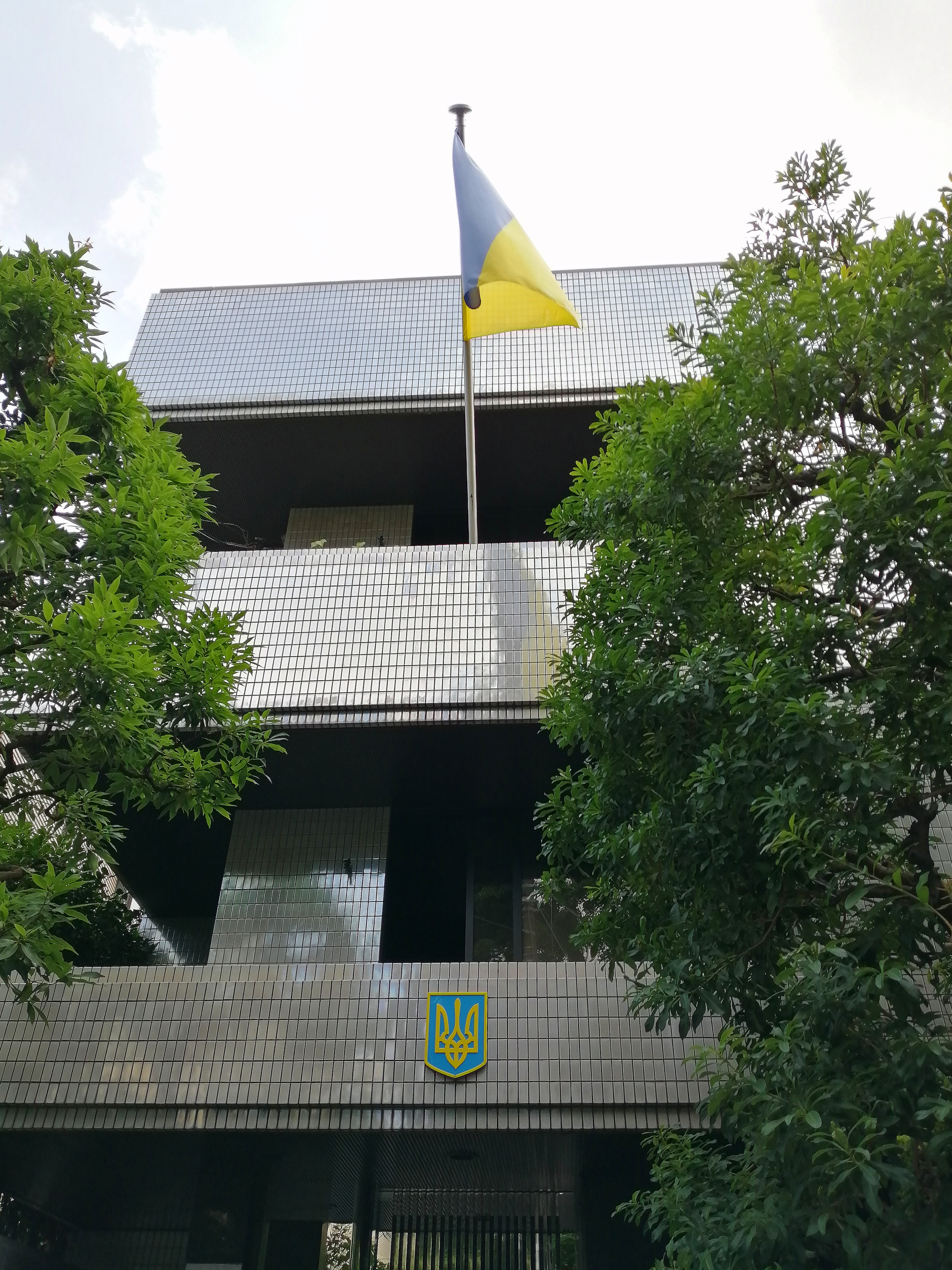
烏克蘭大使館
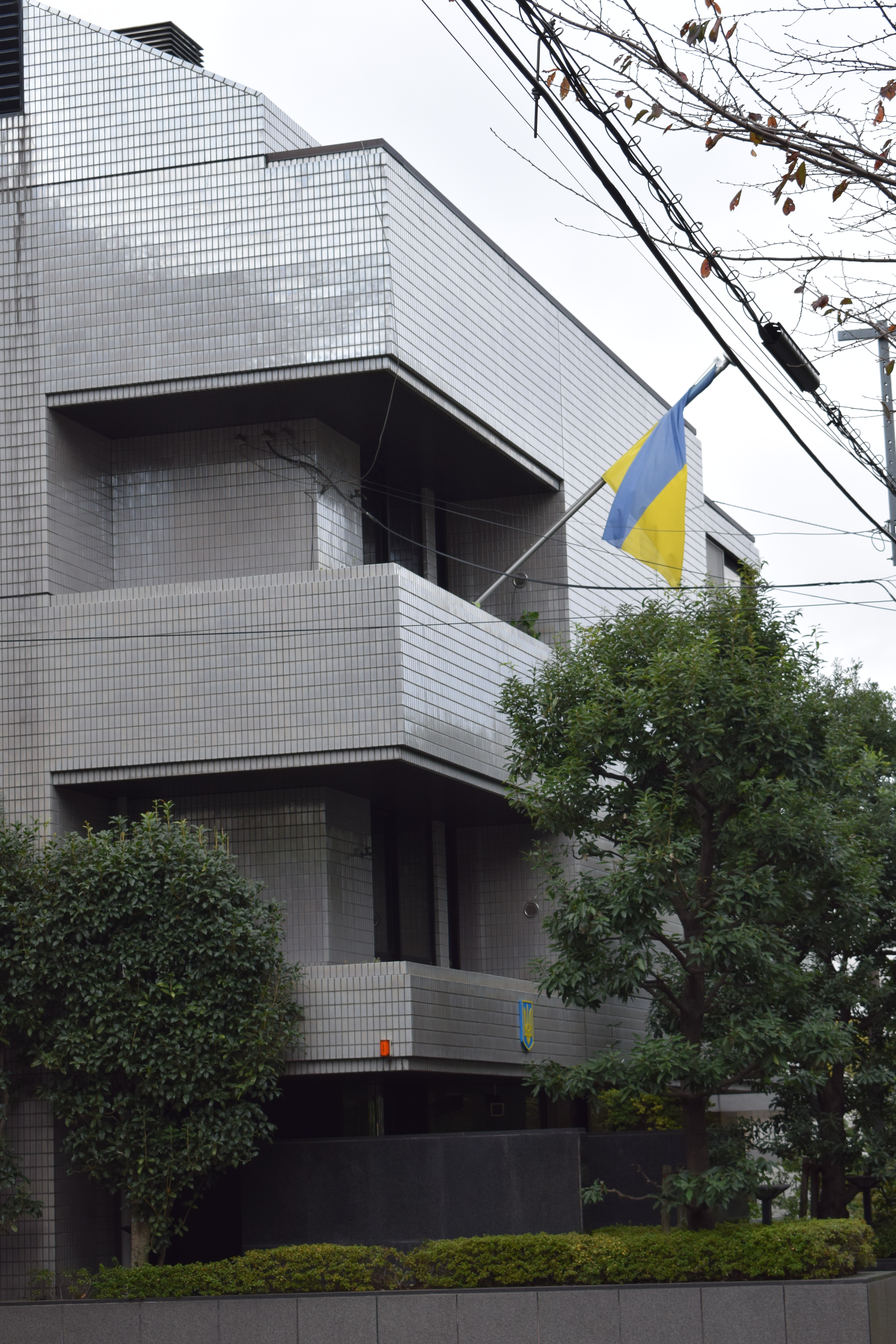
烏克蘭大使館
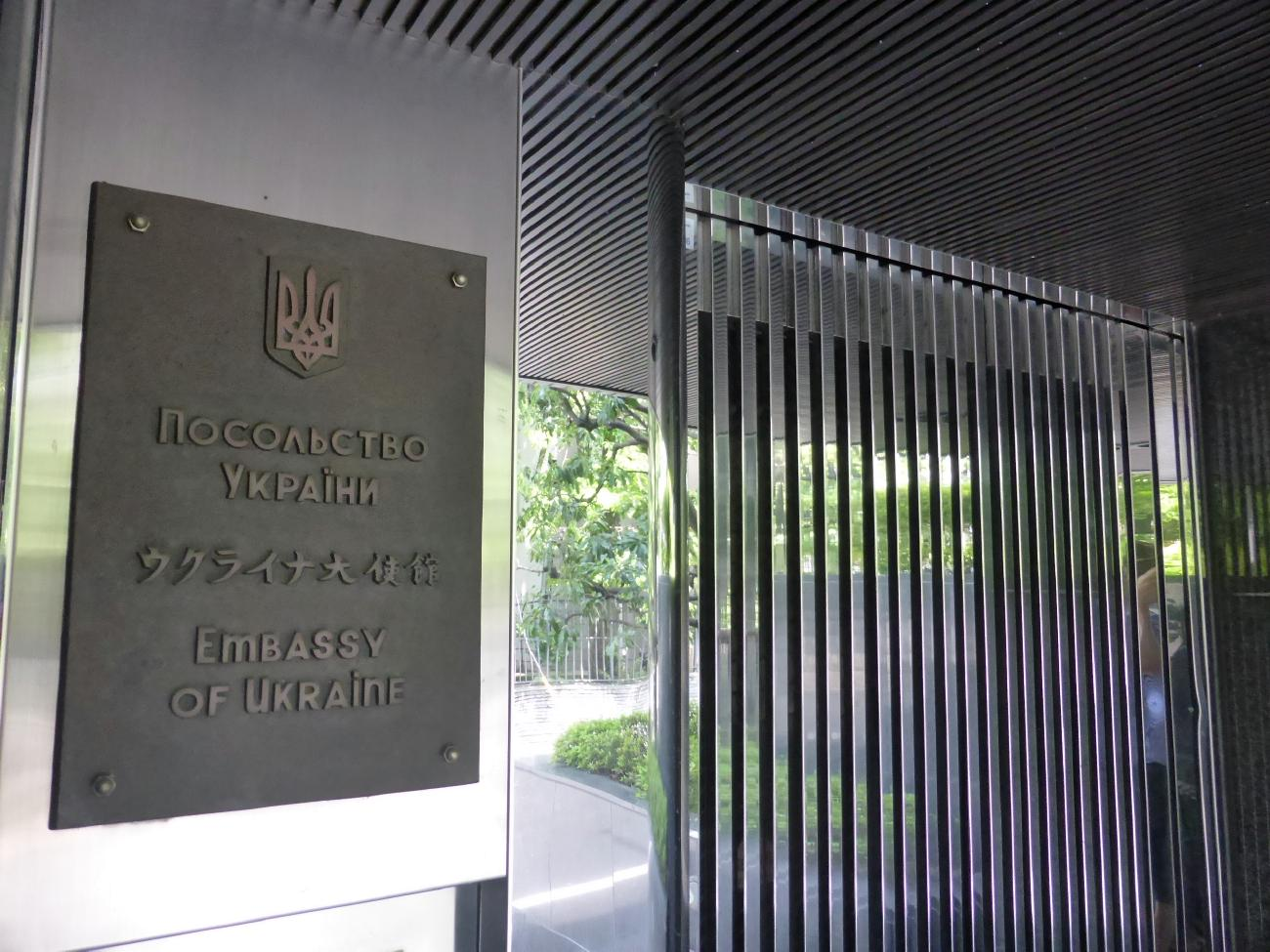
烏克蘭大使館銘牌
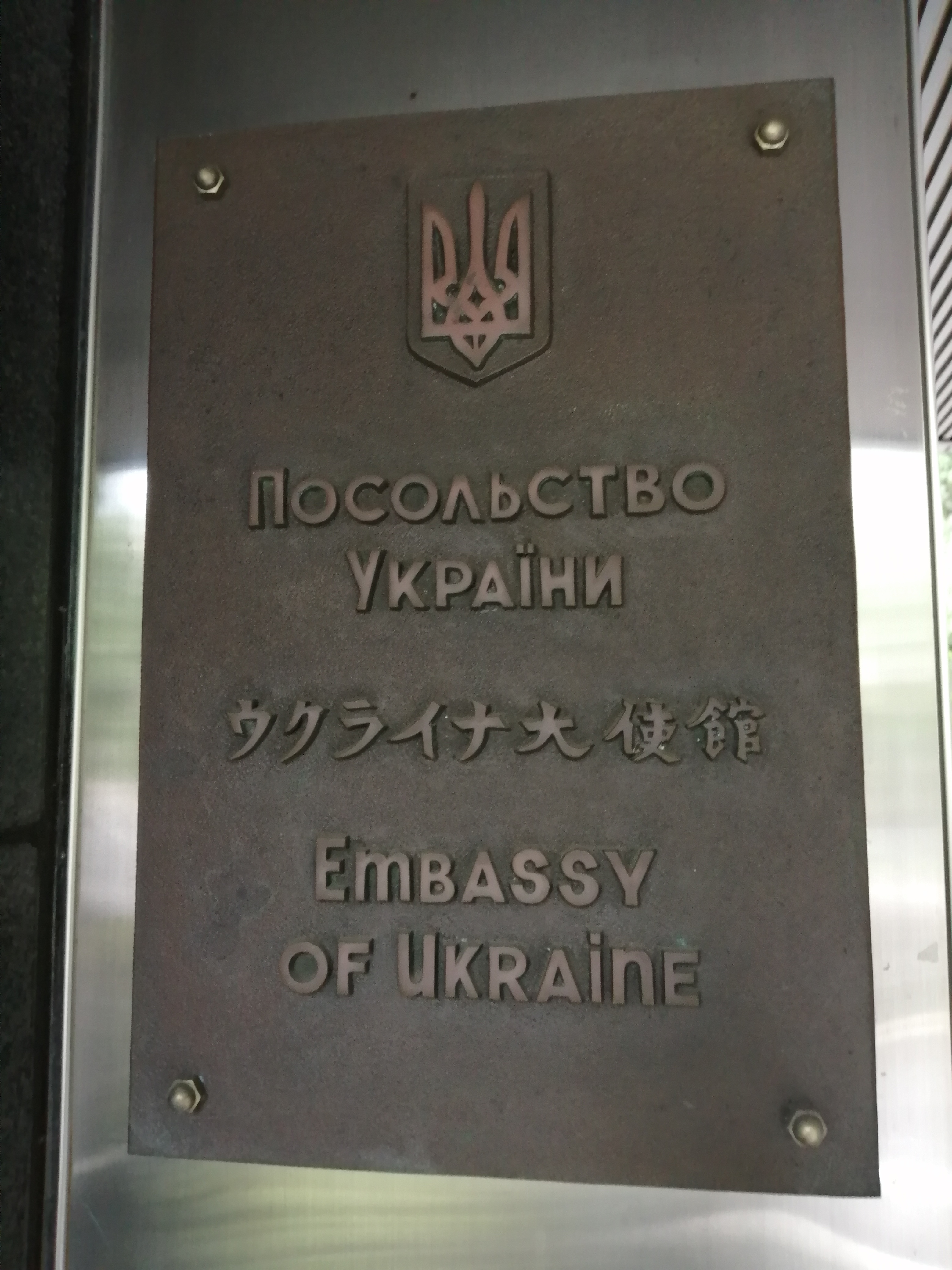
烏克蘭大使館銘牌
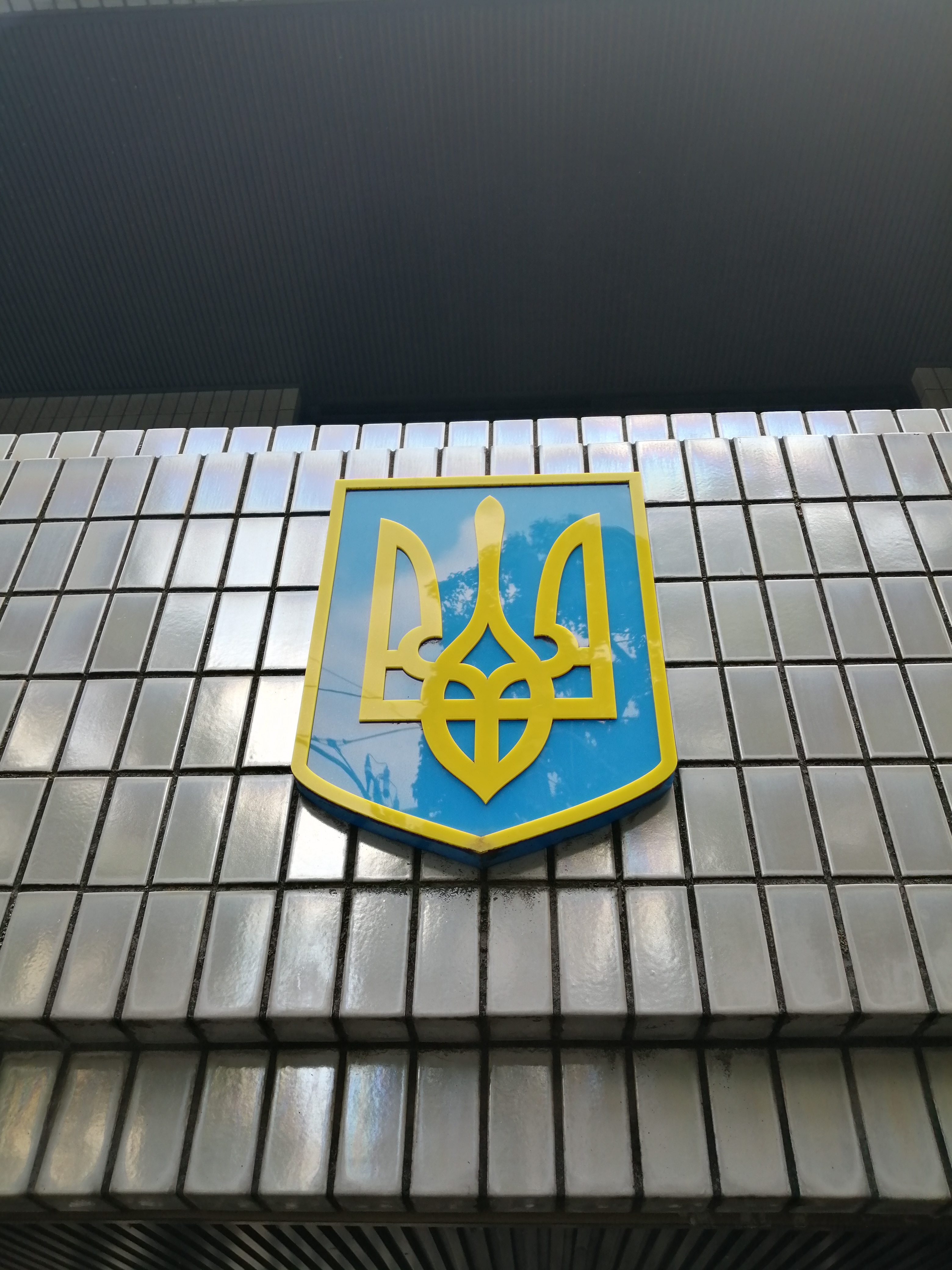
大使館正面的烏克蘭國徽